# Camponotus aurofasciatus
Camponotus aurofasciatus är en myrart som beskrevs av Santschi 1915. Camponotus aurofasciatus ingår i släktet hästmyror, och familjen myror. Inga underarter finns listade.